# Club A
Club A, em São Paulo, é uma casa de eventos renomada e conhecida na região. Foi inaugurada em 2009, nesta época apenas para um grupo seleto de pessoas, depois passou a abrir as portas também para outros frequentadores e não-sócios, assim a casa começou a receber diversos shows nacionais e internacionais. Está localizado na Avenida das Nações Unidas, número 12.559, Piso C - Brooklin, São Paulo - SP, Acesso pelo lobby do Hotel Sheraton.